# Wiedenmeyeria falconensis
Genre
Espèce
Wiedenmeyeria falconensis, unique représentant du genre Wiedenmeyeria, est une espèce d'araignées aranéomorphes de la famille des Ctenidae.

## Distribution
Cette espèce est endémique du Venezuela.

## Étymologie
Son nom d'espèce, composé de falcon et du suffixe latin -ensis, « qui vit dans, qui habite », lui a été donné en référence au lieu de sa découverte, l'État de Falcón.

## Publication originale
- Schenkel, 1953 : Bericht über eingie Spinnentiere aus Venezuela. Verhandlungen der naturforschenden Gesellschaft in Basel, vol. 64, p. 1-57.